# فهرست‌های کلیساهای ارمنی
در زیر فهرست‌های کلیساهای ارمنی (ارمنی: Հայկական տաճարների և եկեղեցիների ցանկ) در کشورهای مختلف آورده شده است:
- فهرست کلیساهای ارمنی در جمهوری آذربایجان
- فهرست کلیساهای ارمنی در ایران
- فهرست کلیساهای ارمنی در روسیه
- فهرست کلیساهای ارمنی در تفلیس، گرجستان
- فهرست کلیساهای ارمنی در ترکیه